# Amomum subcapitatum
Amomum subcapitatum là một loài thực vật có hoa trong họ Gừng. Loài này được Yong Mei Xia mô tả khoa học đầu tiên năm 1997.

## Phân bố
Loài này có ở Trung Quốc, Myanmar. Plants of the World Online hay Lamxay và Newman (2012) cho rằng loài này cũng có ở Lào, Thái Lan, Việt Nam, nhưng có thể đây chỉ là sự nhầm lẫn với Amomum velutinum.